# Hőnyi Ede (kartográfus)
Hőnyi Ede (Rákoshegy, 1935. augusztus 29. – Budapest 2017. április 13.) kartográfus, nyelvész, címzetes főiskolai docens.
Apja Hőnyi Ede földmérőmérnök (geodéta), műegyetemi docens, anyja Weber Erzsébet volt. Két házasságából egy-egy fia született, Ede (szakács) és Péter (mentőfőorvos). Felesége dr. Stephanides Éva angol nyelvész, főiskolai tanár, professor emerita, rector emerita.

## Élete és munkássága
Középiskoláit a Ciszterci Rend budai Szent Imre Gimnáziumban kezdte. Érettségit az államosított jogutód József Attila Gimnáziumban tett (1953). Egyetemre nem vették fel, így földmérőmérnökök mellett figuráns, majd a Széchényi Könyvtárban altiszt (könyvtári segéderő) lett (1953–1955). Napi 8 órás kartográfiai szaktanfolyamot végzett 1955–56-ban.
1957-től a Kartográfiai Vállalatnál térképrajzolóként kezdte, majd végigment a ranglétrán (bakától a tábornokig). Szerkesztő, ellenőr, irányító és felelős szerkesztő, majd kiadói osztályvezető (16 évig), végül főszerkesztő lett. Belépett a kartográfusok és a geodéták egyesületébe, továbbá a földrajztudományi, majd a nyelvtudományi társaságba. Meghívott előadóként – rövid ideig – az ELTE Térképtudományi Tanszékén is tanított.
Térképészként főleg várostérképek, továbbá falitérképek, térképes levelezőlapok és különféle atlaszok készítésével foglalkozott. Legjelentősebb munkája az általános iskolák számára készített Képes Történelmi Atlasz, amelyet 20 éven keresztül kötelezően használtak az ország összes általános iskolájában. (Hozzávetőleg kétmillió példányban jelent meg.)
Közben, hetedik felvételi vizsgáját követően, esti tagozaton elvégezte az ELTE magyar–könyvtár szakát (1963–69). Szakdolgozatában a földrajzi nevek akadémiai helyesírásának történetét dolgozta fel.
Hosszabb ideig tagja volt a Geodézia és Kartográfia, valamint a Földrajztanítás című folyóiratok szerkesztőbizottságának. Számos kartográfiai és nyelvészeti szakcikket jelentetett meg. A térképészeti kitüntetések sorát kapta meg. Kartográfiai tevékenysége alapján megkapta a Művelődési Minisztérium, majd a Földművelődési Minisztérium Kiváló munkáért kitüntetését, végül a rangos Fasching Antal-díjjal tüntették ki. A Térképészek és Földmérők Társasága örökös tagjának választotta. Egyik pártnak sem volt tagja.
Nyelvészként a helyesírás és ezen belül a földrajzi nevek helyesírása érdekelte. 1963-ban lett a Földrajzinév-bizottság alapító tagja, ahol közel 40 évig tevékenykedett. A Helyesírási Bizottságban 1965-ben földrajzi névi szakértőként kezdte, és a bizottság névváltozásait követve a haláláig ebben a bizottságban tevékenykedett. Több mint 50 évig volt a Helyesírási Bizottság tagja. Elsősorban a földrajzi nevek helyesírásának kidolgozásáért, 2016 decemberében a Magyar Nyelvőr Díjjal tüntették ki.
A földrajzi nevek és megjelölések szabályait Fábián Pállal és Földi Ervinnel közösen, az MTA jóváhagyásával, az Akadémiai Kiadó 1965-ben jelentette meg. A fenti három szerző 1998-ban a bővített, alaposabban kidolgozott A földrajzi nevek helyesírása című munkát készítette el. (Ez több kiadást is megért.) Ezt a szabályrendszert használja ma is a földrajzinév-írás és az akadémiai helyesírás 12. kiadása. Már a 11. kiadás előkészítésén is dolgozva két tervtanulmányt is írt (az ábécéről, valamint a földrajzi nevek helyesírásáról). – Közben kisebb kitérők is voltak, amelyeknek a nyomait a kémiai, az ásványtani, a botanikai és a zoológiai szakhelyesírások tanúsítják.
Nyugalomba 1995-ben vonult. Kartográfiai nyugdíjazása után, 1995-től 13 tanéven keresztül a székesfehérvári Kodolányi János Főiskola docenseként, majd címzetes docenseként a Kommunikáció Tanszéken teljes állásban magyar nyelvet és helyesírást tanított.
Rövid szenvedés után, Budapesten 2017. április 13-án hunyt el.
Hamvait a Fiumei úti sírkert 11/1-1-30-as számú, Diósy–Haan–Stephanides–Hőnyi család síremlékében helyezték örök nyugalomra, melyet Lányi Dezső 1923-ban felavatott domborműve díszít.

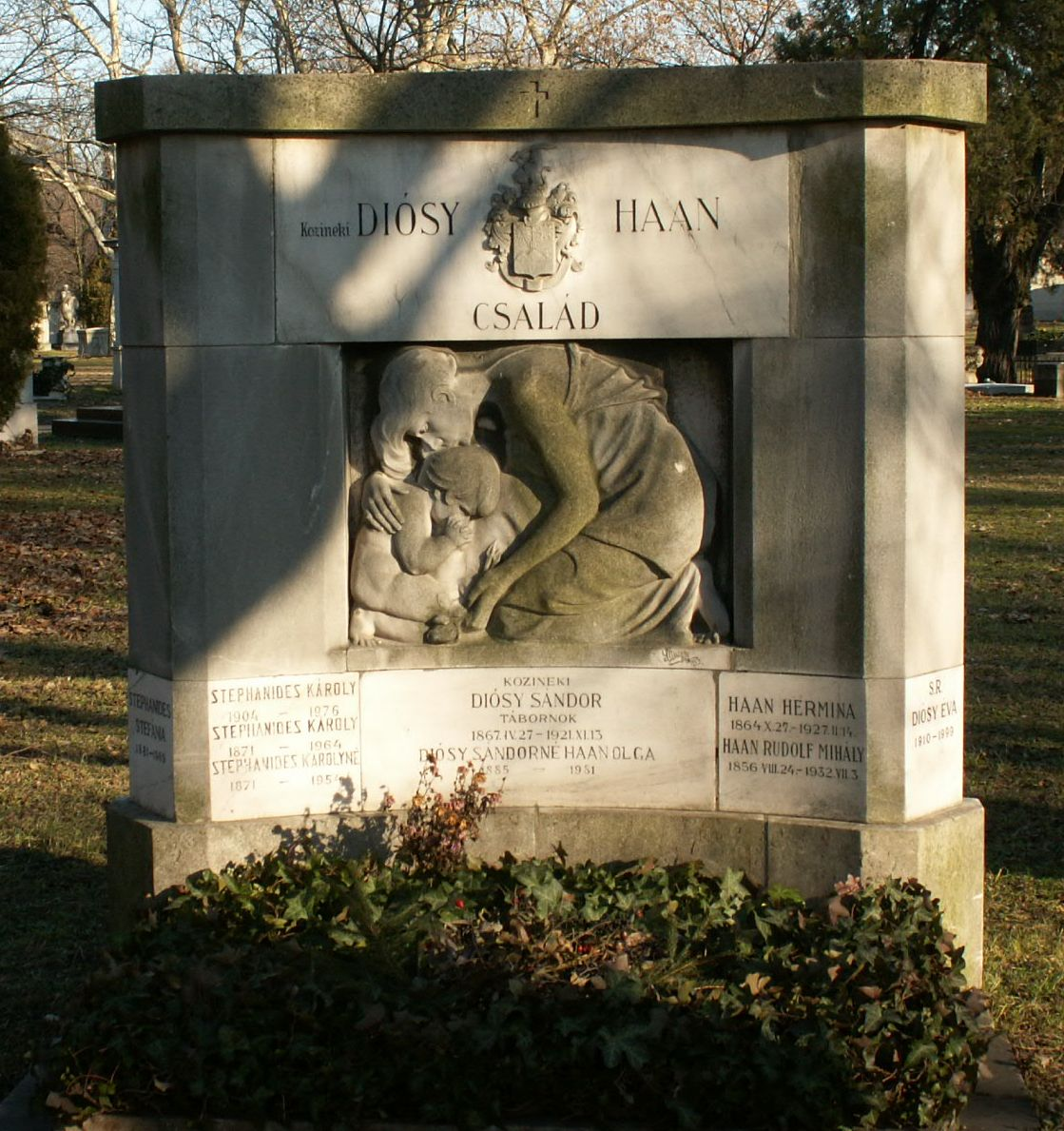
Sírja a Fiumei úti sírkertben